# Premuda
Premuda [ˈprɛmuːda] (deutsch veraltet: Permud) ist eine kroatische Insel im Archipel der norddalmatinischen Inseln, die der kroatischen Hafenstadt Zadar vorgelagert sind.
Premuda ist etwa 10 km lang, bis zu 1 km breit und hat eine Fläche von 8,66 km². Sie liegt südwestlich der Insel Silba und nordwestlich der Insel Škarda.
Auf der Insel liegt der gleichnamige und einzige Ort Premuda. Premuda hat im Winter rund 50 Einwohner, die hauptsächlich vom Tourismus leben. Premuda ist ein beliebtes Ziel von Nautikern und Wassersportlern. Bei Tauchern ist die „Katedrala“ sehr beliebt, ein Höhlensystem mit poröser Decke, die bei Sonneneinfall besondere Lichteffekte bewirkt. Von der Höhlenöffnung in etwa 15 m Tiefe bis zum Ausgang in rund 40 m zieht sich die Höhle tunnelartig bis zu einer Steilwand.
In der Nähe der Insel Premuda liegt außerdem das Wrack des österreichisch-ungarischen Schlachtschiffs Szent István in etwa 40–65 m Tiefe. Tauchen ist dort nur mit einer Sondergenehmigung zulässig.

## Geologie
Premuda liegt in einer Karstregion. Es gibt, abgesehen von einigen Brackwasserquellen, weder ober- noch unterirdische Wasserläufe. Aus diesem Grund sichern die Bewohner ihre Wasserversorgung durch Regenwasserzisternen. In den 1970er-Jahren führte ein jugoslawischer Erdölkonzern Probebohrungen in unmittelbarer Nähe zum Hafen Krijal durch. Es wurde jedoch kein Erdöl, sondern warmes Wasser gefunden. Die Bohrlöcher wurden daraufhin mit Beton verschlossen.

## Klima
Auf der Insel Premuda herrscht ein angenehmes mediterranes Klima mit warmen Sommern und milden Wintern. Die südwestliche Seite der Insel mit der vorgelagerten natürlichen Lagune bietet Schutz vor der Bora, aber auch vor Stürmen, die im Sommer aus westlicher Richtung kommen. Im Winter kann die gefühlte Temperatur bei starker Bora deutlich unter der tatsächlich gemessenen Temperatur liegen. Während der Sommermonate sind Niederschläge sehr selten.

## Flora und Fauna
Die Insel Premuda ist im Gegensatz zu den Inseln, die näher am Festland liegen (wie z. B. Pag), stark bewachsen. Die häufigsten wilden Pflanzen sind die Macchia und die mediterrane Steineiche; es wachsen aber auch verschiedene Kiefern- und Pinienarten. Mediterrane Kräuter wie Thymian, Salbei, Myrte und Majoran wachsen wild und erzeugen vor allem im Zusammenspiel mit dem Lavendel den typisch mediterranen Duft. Wildwachsender Spargel zählt zu den inseltypischen Delikatessen und wird traditionell als Omelett zubereitet. Die Einheimischen kultivieren Olivenbäume hauptsächlich, um Olivenöl zu gewinnen. Dieses wird von Premujanern selbst genutzt oder in der Stadt auf Bauernmärkten verkauft. In den fruchtbaren Senken, auch Polje genannt, wird Gemüse und Obst angebaut. Die wichtigste Kulturpflanze ist die Kartoffel. Die Bewohner von Premuda pflanzen schon seit Generationen eine autochthone Sorte mit rötlicher Schale an, zu deren Qualität die Terra rossa und die Düngung mit Seealgen beitragen. Weitere wichtige Kulturpflanzen sind der in ganz Dalmatien übliche Mangold, rote Zwiebeln, Kichererbsen, Puffbohnen, Johannisbrotbäume, aber auch Tomaten, Paprika, Gurken und eine Vielzahl anderer Kulturen. Obst wie Pfirsiche, Granatäpfel, Zitrusfrüchte, aber auch Äpfel und Birnen, pflanzen die Bewohner in ihren Gärten an. Einschränkender Faktor für eine intensivere Nutzung ist die Wasserknappheit während der Sommermonate. Aus diesem Grund werden diese Erzeugnisse nur für den Eigengebrauch oder an Gäste in den Pensionen verkauft.
Auf Premuda gibt es nur wenige wildlebende Säugetierarten. Es besteht eine Wildkaninchenpopulation, bei der die Anzahl der Individuen stark oszilliert. Ansonsten gibt es verwilderte Ziegen, und im Frühjahr 2010 wurde ein Wildschwein gesichtet, bei dem ungeklärt ist, wie es auf die Insel kam. Ebenfalls zu den seltenen Tieren gehören Schildkröten. Vor allem Seeschildkröten werden nicht mehr so häufig gesichtet. Der für ausgestorben gehaltene Adriatische Seelöwe wurde 2009 nach Berichten lokaler Fischer im Kanal zwischen Silba und Premuda gesichtet. Die Gewässer um Premuda werden häufig von Delfinschulen angeschwommen, die den Sardinenschwärmen und anderen Beutefischen folgen. Obwohl die Gewässer um Premuda noch immer zu den fischreichsten der Adria gehören und die Wasserqualität verglichen mit anderen Gegenden sehr gut ist, erkennt man die Auswirkungen der industriell betriebenen Fischerei und des viel zu intensiven nautischen Tourismus. Die lokalen Fischer beklagen einen drastischen Rückgang des Fangs. In den Netzen landen immer häufiger tropische Arten, die eigentlich nicht in der nördlichen Adria beheimatet sind. Diese Arten verdrängen häufig die einheimischen Arten. Ein weiteres Problem ist der Einsatz von Schleppnetzen, durch diese Fangmethode werden die Korallenriffe schwer geschädigt, was auch starke Auswirkungen auf andere Bewohner des Ökosystems haben kann.
In Buchten, die häufig von Nautikern als Ankerplatz genutzt werden, sind der Meeresboden und der Küstenstreifen übersät mit Kunststoffverpackungen und anderen schwer zersetzlichen Stoffen. Viele Tiere wie Meeressäuger oder Meeresschildkröten können an dem sorglos weggeworfenen Müll verenden. Wenn die Bucht besonders stark von Yacht-Touristen frequentiert ist, kann man schon nach relativ kurzer Zeit einen Algenfilm beobachten, der sich als Folge des Einleitens nährstoffreicher und stickstoffhaltiger Verbindungen aus den Fäkalientanks bildet. Es erfolgt eine lokale Überdüngung des sonst so nährstoffarmen Wassers in der Nähe von Premuda. Die kroatischen Gesetze sehen zwar Strafen gegen Umweltsünder vor, jedoch fehlt es dem kroatischen Innenministerium an Mitteln, die sehr lange Küstenlinie adäquat überwachen zu können, und es besteht kein großer gesellschaftlicher Druck, in Umweltfragen Veränderungen herbeizuführen.

## Geschichte
Die Geschichte der Insel ist nur schwach dokumentiert, sie war jedoch über die Jahrhunderte verschiedensten Einflüssen ausgesetzt. In der Antike lag die Insel auf einer wichtigen Handelsroute. In der unmittelbaren Umgebung der Insel wurden einige antike Schiffswracks gefunden, die mit Amphoren beladen waren. Diese sind mittlerweile aber fast vollständig geplündert worden. Es gibt aber noch Stellen, an denen die Bruchstücke der Amphoren in einer tiefen Spalte liegen und so vor dem Zugriff durch Taucher geschützt waren.
In der Bucht Kalpic befindet sich die Ruine einer frühchristlichen Kirche, wahrscheinlich aus dem 9. Jahrhundert. Genauere Daten sind nicht vorhanden, da bis jetzt keine wissenschaftlichen Untersuchungen durchgeführt wurden.
Die Bewohner Premudas konnten sich schon früh von ihrem Lehensherrn freikaufen und erwarben von ihm sämtliche Ländereien auf der Insel. Auch heute ist die Insel bis auf einen gewissen Teil, welcher der Kirche gehört, komplett in Privatbesitz. Es ist anzunehmen, dass sich die damaligen Bewohner Premudas mit Freibeuterei und Handelsschifffahrt beschäftigten. Hinweise hierfür sind in der Kirche im Hafen Krijal zu finden. Auf einer Bodenplatte sind das typische Totenkopfsymbol und ein Segelschiff mit Lateinersegel in Stein gehauen.
Die größte Anzahl an Einwohnern hatte Premuda im 19. Jahrhundert; mündlichen Überlieferungen zufolge lebten damals fast 1000 Einwohner auf Premuda. Doch die schwierigen Lebensbedingungen durch den Niedergang der Segelschifffahrt und den Befall der Weinreben mit falschem Mehltau zwangen viele Bewohner, die Insel zu verlassen. Diejenigen, die blieben, gründeten 1902 eine der ersten Fischereigenossenschaften an der östlichen Adria. In der ersten Emigrationswelle war Südamerika, insbesondere Argentinien und Chile, das Hauptziel. Um die Jahrhundertwende wanderten viele Premujaner in die USA und nach Australien aus. Die Premujaner, die nach dem Zweiten Weltkrieg die Insel verließen, zogen hauptsächlich in die inländischen Städte, aber auch weiterhin in die USA, nach Australien und Westeuropa.

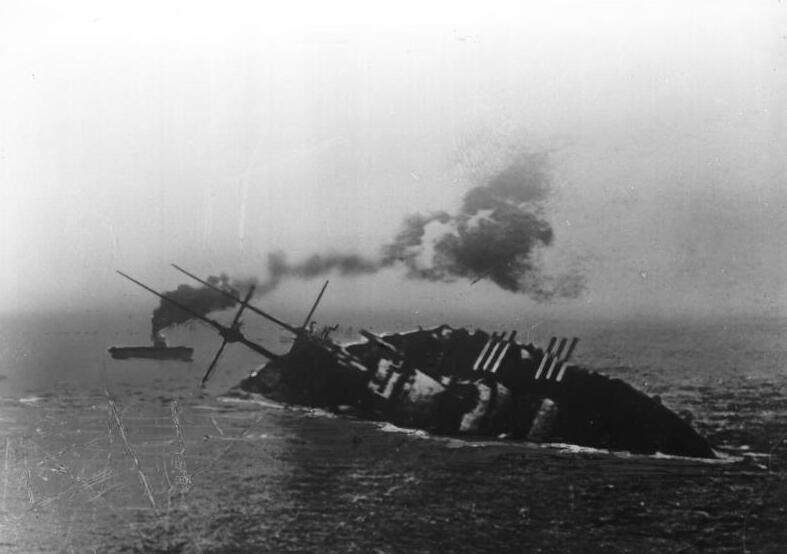
Die Szent István
sinkt vor Premuda

Für Italien hat Premuda eine besondere Bedeutung. Am 10. Juni 1918 versenkte in der Nähe der Insel ein MAS-Torpedoboot unter Luigi Rizzo im Rahmen eines Kommandounternehmens das österreichisch-ungarische Schlachtschiff Szent István. Rizzo wurde dafür zum Grafen von Grado und Premuda erhoben, und in Italien wurden zahlreiche Straßen nach Premuda benannt. Der Tag, an dem dieses Schiff versenkt wurde, wird bis heute als Tag der italienischen Marine gefeiert. Zur Besatzung der Szent István hatte ein Seemann aus Premuda gehört, der in der k. u. k. Marine diente. Dieser Mann überlebte und kehrte auf die Insel zurück.
Premuda hat eine wichtige strategische Lage am Eingang zur Kvarnerbucht, dem Tor zur Hafenstadt Rijeka. Zur Zeit, als Premuda zum österreichisch-ungarischen Kaiserreich gehörte, wurde der Hafen Krijal erweitert und mehrere Leuchtfeuer installiert. Später, als Premuda unter italienischer Besatzung war, wurde im nordwestlichen Teil der Insel eine Bunkeranlage gebaut. Der Bunker ist bis zu 30 Meter tief in die karstigen Felsen gemeißelt und besitzt mehrere Eingänge, die in einen mehr als 100 m langen Tunnel führen, der wiederum 4 Lagerräume verbindet. Für den Bau des Bunkers wurde die lokale Bevölkerung verpflichtet. Nach dem Zweiten Weltkrieg übernahm die jugoslawische Volksarmee diesen Bereich der Insel und es wurden weitere Gebäude errichtet, die als Depot und Kaserne genutzt wurden. Im Hafen Krijal wurde aus Stahlrohr eine Landungsrampe für geländegängige LKW errichtet, die für die Versorgung des Stützpunktes aus den Landungsbooten verladen wurden. An den Bunkern wurden vier stationäre Kanonen installiert, die den Eingang zur Kvarnerbucht sichern sollten.
Weiterhin wurde ein Gebäude zur Überwachung des Seeverkehrs der nördlichen Adria errichtet. In diesem Gebäude wurde in den 1960er Jahren eine Radaranlage installiert. Der gesamte Bereich nordwestlich des Ortes wurde zum Sperrgebiet erklärt, obwohl die Bewohner dort landwirtschaftliche Flächen hatten. Im Jahre 1990 wurde die Kaserne von der mehrheitlich serbisch geführten jugoslawischen Volksarmee friedlich geräumt und für den sich ankündigenden Krieg mobilisiert. Waffen und Munition wurden mit mehreren Schiffen abtransportiert. Die festinstallierten Haubitzen wurden jedoch zurückgelassen und zu einem späteren Zeitpunkt bei der Bewaffnung der neu gegründeten kroatischen Armee abtransportiert.
Während der Belagerung der Stadt Zadar durch serbische Freischärler war der Fährverkehr erheblich gestört und es kam häufig zu lang andauernden Stromausfällen. Dies war für die lokale Bevölkerung teils sehr problematisch, da die Versorgung mit Lebensmitteln nicht ausreichend gesichert war, und die durch Einfrieren haltbar gemachten Lebensmittel tauten auf und verdarben. Die Verfügbarkeit von frischem Fisch und die Selbstversorgung mit Obst und Gemüse erleichterte den Bewohnern die Situation aber erheblich.
Nach dem Abzug der jugoslawischen Volksarmee wurde der Stützpunkt von der kroatischen Armee aufgegeben. Die Bewohner Premudas konnten nach über 40 Jahren wieder zu ihren Ländereien im nördlichen Teil der Insel. Die Liegenschaften sind aber noch weiterhin unter der Verwaltung der kroatischen Armee.
Seit 1995 wird auf der Insel jährlich das Sommerkolleg Literarisches Übersetzen für die Sprachkombinationen Kroatisch-Deutsch und Slowenisch-Deutsch abgehalten.

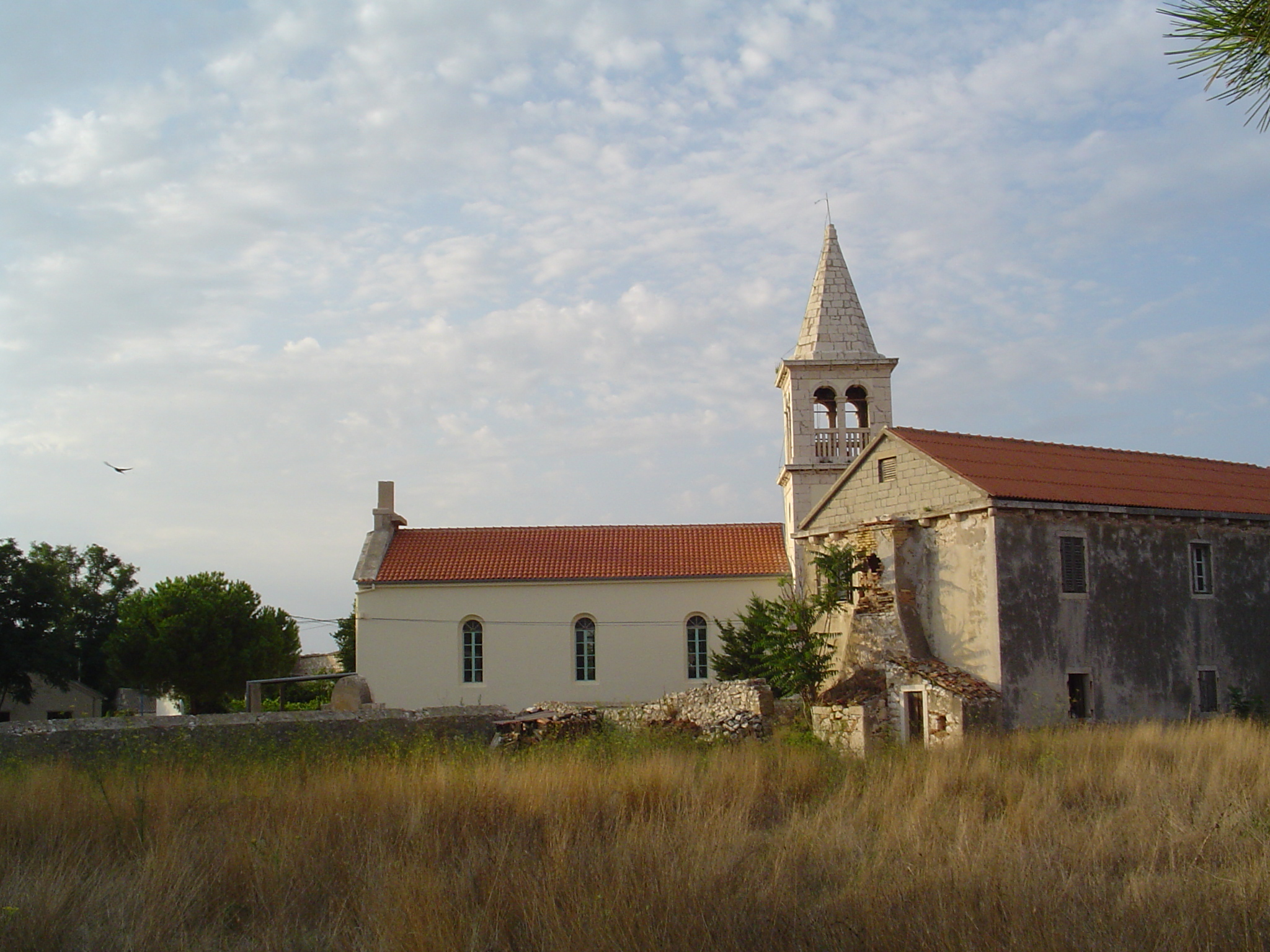
Die Kirche St Jakob auf der Insel Premuda